# Zdzisław Czaplicki
Zdzisław Konstanty Czaplicki (ur. 4 września 1874 w Warszawie, zm. 23 grudnia 1947 w Krakowie) – lekarz, taternik, członek Sekcji Turystycznej Towarzystwa Tatrzańskiego, zakopiański działacz społeczny, podpułkownik.

## Życiorys
Syn Jana i Bronisławy z Tuszyńskich (1851–1912). Studiował w Warszawie, skąd po protestach studenckich pod przybranym nazwiskiem musiał uciekać do Galicji. Ukończył studia medyczne na Uniwersytecie Jagiellońskim, gdzie również obronił pracę doktorską.
Do Zakopanego przyjeżdżał już przed 1897 rokiem, w lecie 1900 prowadził zakopiańskie biuro Towarzystwa Tatrzańskiego, w latach 1902–1904 i 1905–1910 był członkiem wydziału Towarzystwa Tatrzańskiego (w 1902–1903 skarbnikiem). O jego działalności taterniczej wiadomo niewiele. Wraz z Mieczysławem Zbikowskim i przewodnikiem Wojciechem Tylką Suleją 14 września 1902 wszedł na Baranie Rogi i zszedł z nich nową drogą do Doliny Pięciu Stawów Spiskich, a następnego dnia dokonali oni pierwszego trawersowania Świstowej Przełęczy.
Zdzisław Czaplicki należał do założycieli pierwszej polskiej organizacji taternickiej, Sekcji Turystyki Towarzystwa Tatrzańskiego. W 1902 brał udział we wstępnej dyskusji w 39. numerze „Przeglądu Zakopiańskiego”. Następnie należał do komisji statutowej i tymczasowego zarządu wraz z Januszem Chmielowskim, Janem Fischerem i Adamem Lewickim. Działalność zarządu otwarła drogę do formalnego powstania STTT w 1903, Czaplicki natomiast później nie brał udziału w działaniach tej organizacji, nie był też jej członkiem. W 1909 należał do inicjatorów powołaniu TOPR-u.
Między 1903 a 1906 Zdzisław Czapliński był lekarzem w sanatorium Dłuskich w Kościelisku (od 1928 Sanatorium Wojskowe w Zakopanem), później praktykował prywatnie w Zakopanem w willi Stefa przy ulicy Jagiellońskiej 5.
Podczas I wojny światowej służył w wojsku austriackim i polskim, m.in. w Legionach. Na początku 1915 został mianowany lekarzem asystentem w pospolitym ruszeniu armii austriackiej. Doszedł do stopnia podpułkownika. Po wojnie do 1921 był wojskowym komendantem Sanatorium Czerwonego Krzyża w Zakopanem, natomiast w latach 1935–1939 – dyrektorem sanatorium ZUS „Warszawianka” w tym samym mieście. W Zakopanem Zdzisław Czaplicki działał też przez długi czas w ramach pracy społecznej, był radnym gminnym, a następnie miejskim. W 1940, ostrzeżony o grożącym mu aresztowaniu za działalność konspiracyjną, ucieka do Krakowa.
W latach 1904–1932 pisywał na tematy lekarskie, na ogół dotyczące lecznictwa w Zakopanem do publikacji lekarskich oraz czasopism zakopiańskich. Jest jednym z ojców pulmonologii zakopiańskiej.
Zdzisław Czaplicki miał dwie córki: Janeczkę (1902–1915), i Halinę (1908–1976), późniejszą żonę płk. Władysława Smolarskiego. Jego wnukiem był prof. Andrzej Zdzisław Smolarski.
Zmarł w Krakowie. Został pochowany na Nowym Cmentarzu przy ul. Nowotarskiej w Zakopanem (sektor K1-2-45).

## Ordery i odznaczenia
- Złoty Krzyż Zasługi (28 marca 1939)[9]